# Pralatrexato
O pralatrexato, vendido sob a marca Folotyn, é um medicamento para tratar o linfoma de células T periférico recidivado ou refractário. É usado quando outros tratamentos falharam e é administrado por injeção na veia.
Os efeitos secundários comuns incluem inflamação da boca, plaquetas baixas, náuseas e cansaço. Outros efeitos secundários podem incluir erupção cutânea, síndrome da lise tumoral, problemas hepáticos e supressão da medula óssea. O uso durante a gravidez pode prejudicar o bebé. É um inibidor da dihidrofolato redutase.
O pralatrexato foi aprovado para uso médico nos Estados Unidos em 2009. A sua aprovação foi recusada na Europa em 2012 devido a evidências insuficientes sobre o seu benefício. Nos Estados Unidos, 60 mg de medicamento custam cerca de 18 mil dólares.